# 里奇菲爾德 (伊利諾伊州麥克亨利縣)
里奇菲爾德（英語：Ridgefield）是位於美國伊利諾伊州麥克亨利縣的一個非建制地區。該地的面積和人口皆未知。

## 地理
里奇菲爾德的座標為42°16′06″N 88°21′41″W / 42.26833°N 88.36139°W，而該地的平均海拔高度為276米（即938英尺）。